# Heterosavia erythroxyloides
Heterosavia erythroxyloides är en emblikaväxtart som först beskrevs av August Heinrich Rudolf Grisebach, och fick sitt nu gällande namn av Petra Hoffm.. Heterosavia erythroxyloides ingår i släktet Heterosavia och familjen emblikaväxter. Inga underarter finns listade i Catalogue of Life.